# Dmitry Ovtsyn
Dmitry Leontiyevich Ovtsyn (em russo:  Дмитрий Леонтьевич Овцын) (desconhecido - depois de 1757) foi um explorador hidrógrafo e ártico russo. 
Em 1734-1738, Ovtsyn conduziu a uma das unidades da Segunda Expedição de Kamchatka que planejou a linha costeira da mar de Kara leste do rio Ob. No verão de 1737, sua unidade fez seu caminho de Ob para o rio Ienissei e fez a primeira descrição hidrográfica desta parte da linha costeira siberiana. Em 1741, Ovtsyn participou na viagem de Vitus Bering para o litoral da América do Norte no oceano Pacífico.
Um cabo na Península de Taimyr e um estreito entre as ilhas Oleniy e Sibiryakov leva o seu nome.